# Prestatyn
Prestatyn (wymowaⓘ) – miasto w hrabstwie Denbighshire w Walii w Zjednoczonym Królestwie. W 2001 roku liczyło 18 496 mieszkańców.
Głównie ośrodek turystyczny.
Miasto to jest dobrze znane przez fanów snookera. Tutaj bowiem odbywa się bardzo wiele kwalifikacji do turniejów rozgrywanych w Main Tourze.
W mieście jest stacja kolejowa Prestatyn.